# Henri de Bergues
Henri de Bergues, né le 20 juillet 1449, mort au Cateau le 7 octobre 1502, est un prélat franco-néerlandais du XVe siècle. Il est le fils bâtard de Jean II de Glymes (de), metten Lippen, seigneur de Bergen op Zoom, et le frère de Jean III de Glymes.

## Biographie
Peu après sa soutenance de thèse in utroque jure, Henri de Glymes entreprend un pèlerinage à Jérusalem. À son retour il passe par Rome et obtient une audience auprès du pape Innocent VIII, qui le nomme protonotaire apostolique et abbé de Saint-Denis en Hainaut, puis coadjuteur de l'évêque de Cambrai, Jean VI de Bourgogne. 
Le 17 juin 1480, le chapitre de Cambrai s'étant assemblé à Valenciennes, Henri de Bergues est choisi pour succéder à l'évêque Jean VI. Il devient ainsi le régent du diocèse de Cambrai. Il est sacré évêque par le cardinal Ferry de Clugny le 1er octobre suivant. Son sacerdoce est marqué par la lutte contre les disettes ainsi que par la réparation des fortifications de Cambrai.
La première affaire dont il s'occupe est d'obtenir le rétablissement de la neutralité de Cambrai, et le départ de la garnison bourguignonne. La neutralité est proclamée à Cambrai en 1482. Les agitations qu'a à souffrir le Cambrésis pendant le règne de Louis XI, ont fort appauvri la ville et les campagnes. La riche abbaye de Vaucelles, entre autres, est réduite à une extrême misère. Les Mémoires chronologiques racontent que « depuis 1481 jusqu'au mois d'août 1482, il y eut grande famine à Cambrai, le blé se vendait deux escus le mencaud. Les pauvres furent obligés de manger du pain d'orge, d'avoine, des tourteaux de navette ; plusieurs moururent de faim. »
En tant qu'évêque, il tente de réformer l'église de son diocèse et d'éliminer les abus, mais se heurte à la résistance de son propre clergé. Au cours des synodes diocésains, Henri s'en prend aux prêtres qui ne résident pas dans leurs paroisses et permettent à des acolytes incompétents d'administrer les sacrements à leur place, qui tirent avidement des revenus des bénéfices et portent des vêtements et des coiffures indécents. Il menace de peines de prison les contrevenants, mais ses critiques entrent en conflit avec le chapitre de la cathédrale de Cambrai. Finalement, il ne parvient pas à faire passer ses réformes.
En 1492, il fait expertiser les reliques de saint Ghislain, qu'il déclare authentiques, et trouve entier le corps du saint, à l'exception du bras qu'on avait détaché, pour le faire baiser aux pèlerins. 
Le 23 mai 1493, l'empereur Maximilien élève Henri de Bergues au rang de chancelier de l'ordre de la Toison d'or. Quelques mois plus tard, il devient le premier conseiller du roi Philippe le Beau, dont il célèbre les noces avec Jeanne de Castille, fille de Ferdinand, roi de Castille, le 20 octobre 1496 à Lierre.  
C'est également en 1493 qu'il engage Érasme de Rotterdam comme secrétaire. Deux ans plus tard, il lui attribue une bourse pour qu'il puisse aller étudier la théologie à l'université de Paris. 
Henri de Bergues consacre l'église Sainte-Claire en 1495. En 1497, Henri de Bergues commence à faire battre les premiers des ducats d'or de l'évêché : des patars, des gros, des demigros, et des deniers.
Henri de Bergues est inhumé dans la cathédrale Notre-Dame de Cambrai, détruite pendant la Révolution française.